# Ndiole Sène
Ndiole Sène (født 7. februar 2003) er en kvindelig håndboldspiller fra Senegal. Hun spiller for Espoir du Walo og Senegals kvindehåndboldlandshold, som playmaker.
Hun deltog ved verdensmesterskabet i håndbold 2019 i Japan.